# Nogueruelas
Nogueruelas is een gemeente in de Spaanse provincie Teruel in de regio Aragón met een oppervlakte van 99,49 km². Nogueruelas telt 214 inwoners (1 januari 2016).

## Demografische ontwikkeling
Bron: INE, 1857-2011: volkstellingen